# Nicolás Fernández
Nicolás Esteban Fernández Muñoz (ur. 3 sierpnia 1999 w Santiago) – chilijski piłkarz występujący na pozycji prawego obrońcy, reprezentant Chile, od 2017 roku zawodnik Audax Italiano.